# Poromya spinosula
Poromya spinosula is een tweekleppigensoort uit de familie van de Poromyidae. De wetenschappelijke naam van de soort is voor het eerst geldig gepubliceerd in 1912 door Thiele.